# Сретенский храм на погосте Новый Никола
Храм Сретения Господня на погосте Новый Никола — православный храм в деревне Степаново Судогодского района Владимирской области. Входит в состав Судогодского благочиния Владимирской епархии Русской православной церкви. Рядом с храмом расположено действующее Ново-Никольское кладбище.

## История
Погост Николы Чудотворца Нового с церковью во имя святителя Николая Чудотворца существовал уже в начале XVII столетия; он упоминается в патриарших окладных книгах, начиная с 1628 года. Название «новый» местное предание объясняет тем, что церковь первоначально стояла в деревне Райки, а потом была перенесена на новое место. Но исторически вероятнее другое объяснение: в начале XVII века в Старом Яме (теперь город Судогда), уже была церковь Николая Чудотворца, когда же в 7 км от Старого Яма построили ещё одну церковь во имя святителя Николая Чудотворца, то, естественно, её в отличие от старой стали называть «Никола-Новый».
С 1709 по 1736 год церковь дважды ставили заново, и причиной этому были пожары. Из храмозданной грамоты 1781 года видно, что на погосте было две деревянные церкви — уже ветхих — во имя святителя Николая Чудотворца и Казанской иконы Божией Матери. Когда была построена последняя церковь, неизвестно. В приходе к этому времени было уже 249 дворов. Каменный храм вместо этих двух деревянных церквей был построен в 1781 году, он существует здесь и в настоящее время. В этом храме три престола: главный — во имя Сретения Господня, в приделах — в честь Казанской иконы Божией Матери и святителя Николая Чудотворца.
Из находившихся здесь икон была примечательна Тихвинская икона Божией Матери, приложенная помещиком Кайсаровым в 1832 году. Икона эта была точным списком с подлинной Тихвинской иконы Божией Матери, о чем свидетельствует надпись: «образ Пресвятой Богородицы мерою и подобием с самого чудотворного образа Тихвинския, написан в 1738 году». Риза на иконе медная вызолоченная, венцы украшены драгоценными камнями. Вне церкви на стене здания школы висела особо чтимая прихожанами икона святителя Николая Чудотворца; в народе она почиталась явленной. В церковной библиотеке Сретенского храма хранилось Евангелие печати 1654 года с надписью «сию книгу приложил из Володимеря соборной церкви… Николе Чудотворцу поп Матвей Семенов с детьми своими…». На другом Евангелии, изданном в 1766 году, была надпись «сие Евангелие сделано старанием контрадмиральши вдовы Анны А. Жидовиновой в 1768 году, приложено к церкви погосту Николы Новаго». С надписью была и Минея месячная, «приложенная» Марфой Петровной Хоненевой в 1761 года.
Сретенский храм стоял на землях, принадлежавших роду помещиков Хоненевых, и особо почитался ими. Здесь были их родовые могилы XVIII—XIX веков. Сохранились надгробные плиты: Александр Семенович (+1787), бригадир лейб гвардии Преображенского полка; брат с сестрой Николай (+1845) и Екатерина (+1855). А после того, как Екатерина Александровна Хоненева (1788—1855) вышла замуж за князя Ивана Семёновича Храповицкого (1786—1864), тайного советника, столичного жителя, то и Храповицкие с их приближенными выбирали местом своего упокоения погост при храме Сретения Господня. Даже управляющий имением Храповицкого Александр Львович Воронов, скончавшийся в 1908 году в Петербурге, завещал перенести сюда его прах. В холодном храме за правым клиросом покоится И. С. Храповицкий. Над его могильной плитой висела икона преподобного Иоанна Лествичника с надписью «17 февраля 1864 года».
В XIX веке приход Сретенского храма состоял из села Ново-Николаевского и сельца Муромцева, а также деревень Травинки (ныне Травинино), Жуково (ныне Жуковка), Стёпаново, Горки, Галанино (ныне в черте посёлка Муромцево), Малиновка (ныне не существует), Передел, Большая и Малая Артёмовки (ныне Вольная Артёмовка) и Райки. По клировым ведомостям, во всех этих поселениях числилось 387 дворов, в них было 1386 человек мужского и 1494 женского пола. В середине XIX века в селе Ново-Николаевском было только 6 дворов. С 1868 года в селе была земская народная школа, в которой числилось 64 ученика.

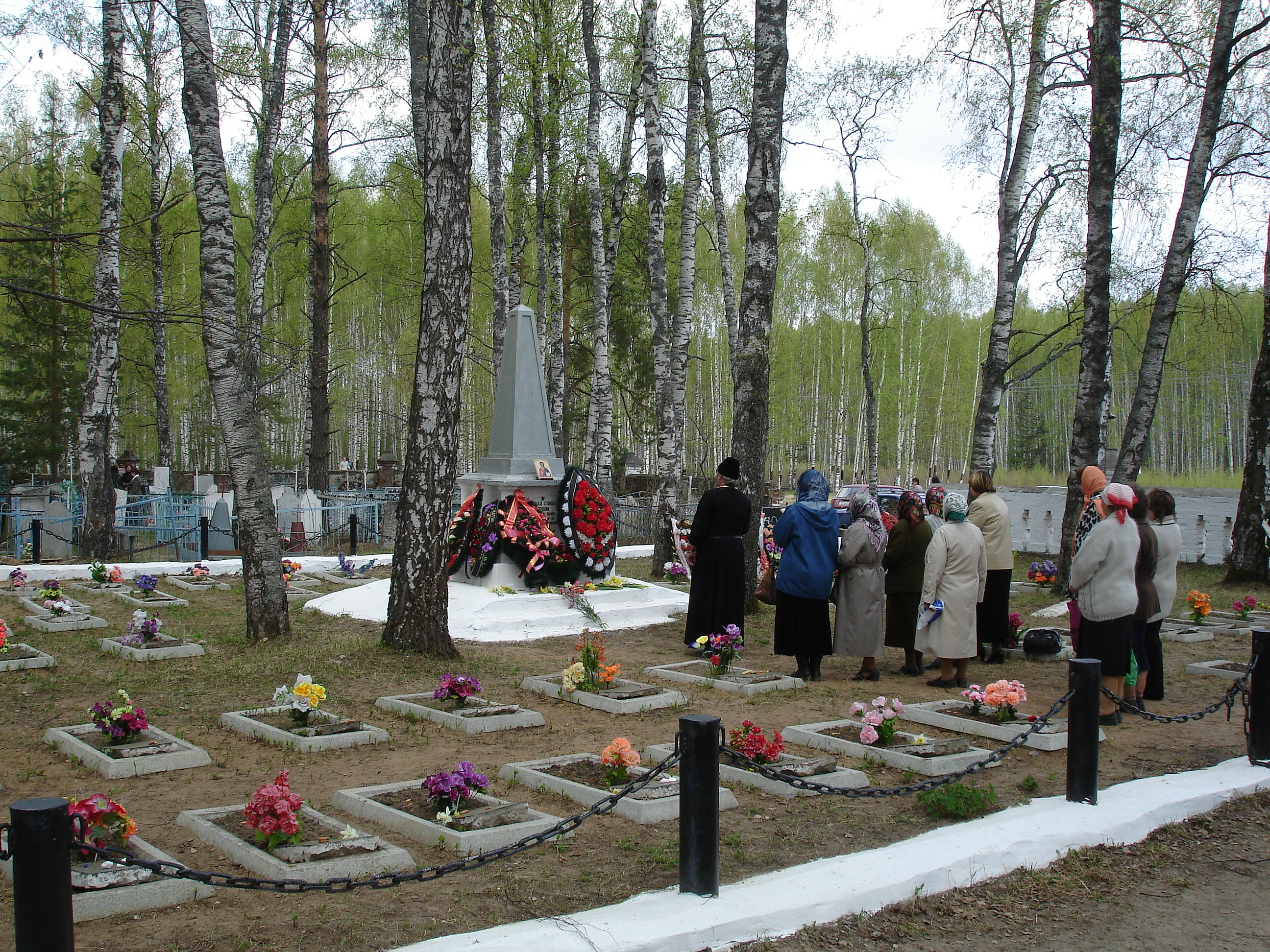
Ново-Никольское кладбище. 9 мая 2006

В советское время в 1932 году были арестованы священники Федор Васильевич Ставровский и Василий Васильевич Лавров. В 1937 году всем миром провожали арестованного священника Федора Васильевича Виноградова, впоследствии он был расстрелян. В том же году была арестована казначей и председатель церковного совета Агафья Дмитриевна Сизова. Несмотря на аресты, храм какое-то время не закрывался и находился под присмотром прихожан. Вопреки запретам тайно совершались обряды венчания. По воспоминаниям Натальи Кулиненковой: «Запрещалось в храме венчаться, но многие молодые пары тайно договаривались со священниками и венчались. Например, в 1957 году венчались Ивановы, в 1962 году — Золотовы. Церковь после революции 1917 года не закрывалась, работала». Во время Великой Отечественной войны на Ново-Никольском погосте хоронили солдат, умерших в Муромцевском госпитале.
По воспоминаниям Натальи Кулиненковой: «В 1956 году был в этой местности сильный буран. Он повредил колокольню храма, выбил стекла и даже некоторые рамы. Но сразу же его стали восстановливать. Помнят жители деревни Стёпанова, как парнями молодыми они строили леса для реставрации, ездили в г. Суздаль за крестом и т. д. В 1957 году обновлены были росписи в пределе Николая Чудотворца. <…> В храме было очень торжественно и красиво».
По воспоминаниям Натальи Кулиненковой: «неожиданно в 1964 году храм закрыли. В этом же году из д. Никола Новый уехали последние жители Пятакины, продав на снос свой дом, храм совсем остался без присмотра. Вскоре начали вывозить иконы из храма и утварь (по предположениям Хохловой М. и Ивановой Н. — в г. Суздаль). А многое просто растаскивалось и уничтожалось. Варварски ломали плиты пола (искали золото), вытаскивали рамы, перекрытия в алтарях. Вблизи храма в лесу валялись обломки икон, куски облачений священнослужителей, разбитые аналои и даже паникадила. Недалеко от храма был оборудован полигон для практики студентов Муромцевского лесотехникума по вождению трактора и автомобиля. Поэтому они тоже приложили руку к осквернению храма. В Сретенском храме разводили костры, выцарапывали на стенах непристойные выражения и т. д.».
Летом 1988 года жительница города Судогды Людмила Александровна Николаева по благословению Владимирской епархии начала вытаскивать из храма мусор. К ней присоединились единомышленники из посёлка Муромцево и ближайших деревень и в 1989 году стали проводить в храме молебны приезжие священники. Первую Литургию отслужили в 1990 году.
В 1995 году настоятелем храма был назначен священник Олег Анатольевич Новиков, трудами которого было осуществлено восстановление храма. 16 октября 2018 года он скончался после продолжительной болезни на 64-м году жизни. Похоронен отец Олег при большом стечении священнослужителей и прихожан с юго-восточной стороны храма.

## Архитектура
Архитектурный стиль храма имеет переходный характер, сочитая черты позднего барокко и классицизма, тяготея при этом к первому: ясные, чёткие, стройные формы столичного классицизма не нашли здесь себе места. Приземистый кирпичный храм типа восьмерик на четверике с полукруглым алтарём, трапезной и трёхъярусной колокольней. Главный престол] освящён в честь Сретения Господня. В трапезной Казанский и Никольский приделы.